# The Nanny
The Nanny (Brasil: The Nanny / Portugal: Competente e Descarada) é uma sitcom estadunidense originalmente exibida pela CBS de 3 de novembro de 1993 a 23 de junho de 1999. A série é estrelada por Fran Drescher como Fran Fine, uma extravagante judia do bairro de Flushing, localizado em Queens, na cidade de Nova Iorque, Estados Unidos, que se torna babá de três crianças da alta sociedade britânica nova-iorquina.
O programa foi criado e produzido por Drescher e seu então marido Peter Marc Jacobson, tendo sido amplamente inspirado na vida pessoal de Drescher crescendo em Queens, envolvendo nomes e características baseadas em seus parentes e amigos. A série ganhou um prêmio Rose d'Or, e um Emmy, de um total de doze indicações; enquanto Drescher foi duas vezes indicada ao Globo de Ouro e ao Emmy. A sitcom também gerou várias adaptações estrangeiras, livremente inspiradas nos roteiros originais.
No Brasil, o programa foi exibido pela Record, nos anos 90, e pela Rede 21, nos anos 2000, e posteriormente foi exibido nos canais a cabo Comedy Central e Sony Channel. Em Portugal, foi exibido pelo canal TVI e pela SIC K.

## Enredo
A judia norte-americana Fran Fine (Fran Drescher) aparece na porta do britânico produtor da Broadway Maxwell Sheffield (Charles Shaughnessy) para vender cosméticos, após ter sido deixada e, posteriormente, despedida por seu namorado, dono de uma loja de noivas. Maxwell relutantemente a contrata para ser babá de seus três filhos: Maggie, Brighton e Grace. Apesar das dúvidas do Sr. Sheffield, Fran acaba sendo exatamente o que ele e sua família precisavam.
Enquanto Fran Fine cuida das crianças, o mordomo Niles (Daniel Davis) cuida da casa e assiste a todos os eventos que se desenrolam com Fran como a nova babá. Niles, reconhecendo o talento de Fran em trazer amor de volta à família (visto que Maxwell é viúvo), faz o possível para diminuir a sócia de Maxwell, C.C. Babcock (Lauren Lane), que está de olho no disponível Maxwell Sheffield. Niles costuma ser visto fazendo comentários espirituosos dirigidos a C.C., com C.C. frequentemente respondendo com um comentário, em um contínuo jogo de quem denigre mais o outro.
Com o progredir da série, torna-se cada vez mais óbvio que Maxwell está apaixonado por Fran, embora ele não admita, e Fran está apaixonada por ele. O programa atiça os espectadores com a proximidade do casal e "quase beijos", bem como com um noivado. Nas temporadas finais, eles finalmente se casam, e expandem sua família tendo gêmeos fraternos. No final da série, também fica claro que as constantes farpas de Niles e C.C. são sua forma bizarra de flerte; depois de alguns falsos indícios (incluindo várias propostas de casamento impulsivas e fracassadas de Niles), o casal se casa no episódio final da série.

### Episódios
| Temporada | Temporada | Episódios | Exibição original      | Exibição original   | Ibope[a]       |
| Temporada | Temporada | Episódios | Estreia                | Final               | Estados Unidos |
| --------- | --------- | --------- | ---------------------- | ------------------- | -------------- |
|           | 1         | 22        | 03 de novembro de 1993 | 16 de maio de 1994  | 9.5            |
|           | 2         | 26        | 12 de setembro de 1994 | 22 de maio de 1995  | 12.5           |
|           | 3         | 27        | 11 de setembro de 1995 | 20 de maio de 1996  | 12.4           |
|           | 4         | 26        | 18 de setembro de 1996 | 21 de maio de 1997  | 9.1            |
|           | 5         | 23        | 01 de outubro de 1997  | 13 de maio de 1998  | 11.5           |
|           | 6         | 22        | 30 de setembro de 1998 | 23 de junho de 1999 | 9.3            |

Notas
- ↑[a]  Os números das temporadas 5 e 6 são em telespectadores (milhões), não em números domésticos.

## Personagens

### Principais
Francine Joy Fine (Fran) é a protagonista da série, extrovertida e de voz anasalada, que bate na porta dos Sheffield e acaba como babá dos três filhos do Sr. Sheffield: Maggie, Brighton e Grace. Ela inicia a série trabalhando para seu namorado, Danny Imperialli, em uma loja de noivas, mas é deixada e despedida pouco tempo depois. Ela acaba conhecendo Maxwell Sheffield e sua família enquanto vai de porta em porta vender cosméticos. Ela tem uma personalidade extrovertida e bem-humorada, e como resultado da personalidade autoritária de sua mãe, muitas vezes sente a necessidade de namorar e é compelida a se casar também. Ela geralmente é vista se metendo em apuros e tendo que resolvê-los usando sua malandragem.
Maxwell Beverly Sheffield (Max) é o protagonista masculino que acaba contratando Fran para cuidar de seus três filhos, Maggie, Brighton e Grace. Ele é um viúvo produtor da Broadway, tendo perdido sua esposa, Sara, quatro anos antes do início da série. Embora tenha algum sucesso como produtor da Broadway, ele permanece constantemente à sombra de seu rival Andrew Lloyd Webber, que sempre parece ter vantagem. Ele não passa muito tempo com seus filhos devido à sua agenda lotada, daí a necessidade de uma babá. Apesar de sua atração mútua por Fran, ele tenta manter o relacionamento profissional, por medo de compromisso.
Margaret Sheffield (Maggie) é a filha mais velha de Maxwell Sheffield. Ela é constantemente vista brigando com seu irmão, Brighton, que a vê como uma nerd. Seu relacionamento com Grace, a irmã mais nova, é geralmente muito mais amoroso. No início da série, Maggie é tímida e desajeitada, mas, com a influência de Fran, ela se torna uma jovem um tanto popular. Ao conhecer Fran, as duas se conectam quase que instantaneamente, com Fran agindo como uma amiga ou irmã, exceto nas raras ocasiões em que Maggie precisa ser disciplinada.
Brighton Milhouse Sheffield é o filho do meio da família, e o único menino. Por ser o único menino, muitas vezes ele se sente excluído. Isso o faz propositalmente causar problemas para suas duas irmãs. Ele não se conecta com Fran Fine no início, tendo antipatizado com todas as babás anteriores, mas eventualmente também se torna próximo dela. Às vezes ele planeja se tornar um produtor da Broadway, como seu pai, ou simplesmente esperar até que possa acessar seu fundo fiduciário para que não tenha que trabalhar.
Grace Sheffield (Gracie) é a mais jovem e possivelmente a mais inteligente das crianças. No início da série, Grace fazia psicoterapia com frequência, mas sob a influência e orientação de Fran, ela rapidamente chega ao ponto em que não precisa mais. Como resultado, entretanto, ela tem o hábito de nomear condições médicas e usar palavras complicadas que Fran e Maxwell mal entendem. Esse comportamento é contrastado por sua tendência de pegar algumas das gírias faux-iídiche e os hábitos de vestir de Fran.
Chastity Claire Babcock (C.C.) é a egocêntrica sócia de Maxwell Sheffield, com quem trabalha há quase 20 anos. Ela claramente o quer mais do que como sócio. Maxwell, no entanto, parece alheio aos sentimentos dela, e suas investidas nele acabam frustradas por causa disso ou por causa de Niles. Uma piada recorrente é que ela não consegue lembrar os nomes dos filhos de Maxwell, apesar de tê-los conhecido por toda a vida. Desde seu primeiro encontro com Fran, ela vê a babá recém-contratada como uma ameaça e tenta denegri-la. Fran não é a única inimiga de C.C. na casa dos Sheffield, pois ela tem um relacionamento ainda mais contencioso com o mordomo de longa data, Niles (que a odeia tanto quanto ela o odeia). Apesar disso, com o tempo, torna-se claro que C.C. apaixonou-se por Niles, e que as contínuas farpas entre os dois são para cobrir a atração mútua. Ao longo da série, ela é referida apenas como “C.C.”, com seu nome completo sendo revelado para os outros personagens e para o público apenas no episódio final da série.
Niles é o leal mordomo e motorista da família Sheffield. Ele e Maxwell se conhecem a vida toda. Ele se conecta com a Fran imediatamente, vendo-a como o sopro de ar fresco de que a família Sheffield precisa. Niles é conhecido como o bisbilhoteiro da casa, pois é constantemente visto ouvindo conversas por meio de interfones, fechaduras, e até mesmo nos próprios recintos onde as conversas estão acontecendo. Ele tende a manipular os eventos em favor de Fran para denegrir C.C., sua inimiga. Apesar disso, com o tempo, torna-se claro que Niles apaixonou-se por C.C., e seu relacionamento contencioso é um disfarce para uma atração mútua.

### Secundários
Sylvia Fine é a mãe de Fran Fine, retratada nas primeiras temporadas por Fran Drescher (em flashbacks da infância de Fran Fine). Sylvia é baseada na mãe de Drescher.
Yetta Rosenberg Jones é a avó de Fran, e mãe de Sylvia e do tio Jack. A personagem foi interpretada pela atriz Ann Morgan Guilbert. Yetta é baseada na avó materna de Drescher.
Valerie Toriello é a melhor amiga de Fran desde que cursaram o ensino médio juntas. Quando o seriado começou, Val trabalhava na loja de noivas com Fran. Val é descendente de italianos.

## Elenco

### Elenco principal
The Nanny manteve o mesmo elenco de atores e personagens durante todas as seis temporadas. Renée Taylor, Ann Morgan Guilbert e Rachel Chagall só receberam crédito de protagonista por seus papéis na temporada final, embora tenham aparecido na maioria dos episódios da série, particularmente em temporadas em que a participação dos filhos de Sheffield foi um pouco reduzida.
| Personagem         | Ator/Atriz          |
| ------------------ | ------------------- |
| Fran Fine          | Fran Drescher       |
| Maxwell Sheffield  | Charles Shaughnessy |
| Niles              | Daniel Davis        |
| C. C. Babcock      | Lauren Lane         |
| Margaret Sheffield | Nicholle Tom        |
| Brighton Sheffield | Benjamin Salisbury  |
| Grace Sheffield    | Madeline Zima       |
| Sylvia Fine        | Renée Taylor        |
| Yetta Rosenberg    | Ann Morgan Guilbert |
| Val Toriello       | Rachel Chagall      |

## Música-tema
A música-tema presente no episódio piloto é uma versão da canção "If My Friends Could See Me Now", interpretada por Gwen Verdon no musical da Broadway de 1966 Sweet Charity. Após o piloto, o tema foi mudado para a canção "The Nanny Named Fran", escrita por Ann Hampton Callaway, e interpretada por ela e sua irmã Liz Callaway. Duas versões instrumentais da música-tema foram usadas nos créditos finais: uma que é uma versão instrumental direta do tema (usada apenas em alguns episódios da primeira temporada), e outra com um arranjo ligeiramente diferente.

## Produção

### Desenvolvimento
The Nanny começou em 1991 com um encontro casual em um voo transatlântico entre Drescher e Jeff Sagansky, na época presidente da CBS Corporation, para quem ela estrelou a curta série de TV Princesses. Drescher convenceu Sagansky a deixá-la e seu então marido Jacobson apresentarem uma ideia para uma nova sitcom para o canal. Sagansky concordou com um futuro encontro assim que todas as partes estivessem de volta a Los Angeles; no entanto, os dois não tinham ideia do que apresentar.
Mais tarde, Drescher estava visitando a amiga Twiggy Lawson e sua família em Londres, onde fez um passeio com a filha de Lawson e sua babá, e foi vendo a relação que a menina tinha com a babá que surgiu a ideia de The Nanny. De volta a Los Angeles, os dois escreveram o roteiro do piloto, criando uma personagem com a intenção de construir uma imagem para Drescher em Hollywood. "Nossa estratégia de negócios era criar um show que fosse me complementar", disse Drescher em uma entrevista de 1997 ao The Hollywood Reporter. Como resultado, os personagens foram inspirados em conhecidos de Drescher, incluindo os pais de Fran Fine, Sylvia e Morty, e a avó Yetta, que receberam o nome de seus amigos da vida real. Drescher nasceu e foi criada em uma família judia em Flushing, Queens, e frequentou uma escola de beleza, no entanto, ela nunca trabalhou em uma loja de noivas, isso foi uma homenagem à sua mãe, que trabalhou por anos em uma loja de noivas.

### Gravação
A maioria dos episódios de The Nanny foram filmados diante de uma plateia ao vivo no Palco 6 do Culver Studios, em Los Aneles. Às segundas-feiras, o elenco repassava o roteiro em uma leitura de mesa. Às terças e quartas-feiras, eles ensaiavam diante dos produtores e executivos da série. E às quintas e sextas-feiras, a série era filmada. Durante a quinta e sexta temporadas, a gravação não era mais realizada diante de uma plateia.

Devido uma invasão domiciliar e um ataque sofridos em 1985, Fran Drescher solicitou a CBS que o programa oferecesse um público pré-selecionado, pois ela tinha medo de ter estranhos aleatórios na plateia. O canal contratou os serviços da Central Casting, para reunir um elenco de "figurantes" para assistirem as gravações.